# Rod Dreher
Raymond Oliver Dreher, známější jako Rod Dreher (* 14. února 1967 Baton Rouge), je americký novinář a spisovatel. Je redaktorem a bloggerem čtrnáctideníku The American Conservative a autorem několika knih.
Své práce pojednávající o náboženství, politice, filmu a kultuře publikuje v The Wall Street Journal, Los Angeles Times a v mnoha dalších periodicích. Byl filmovým recenzentem pro South Florida Sun-Sentinel a hlavním filmovým kritikem pro New York Post. Jeho komentáře byly vysílány na mnoha televizních stanicích; objevil se na CNN, Fox News a mnoha dalších. V posledních letech je jeho ústředním tématem tzv. „Benediktova cesta“ (v orig. Benedict Option, české vydání Hesperion, 2018), o němž píše ve svých článcích i ve stejnojmenné knize. Tvrdí, že křesťané by se měli do určité míry vyčleňovat z mainstreamové společnosti, aby si dokázali zachovat svou víru. Tato kniha je považovaná za nejdiskutovanější a nejdůležitější knihu o křesťanství za poslední desetiletí. Samotný název „Benediktova cesta“ pochází z knihy Alasdaira MacIntyrea After Virtue (1981) a odkazuje na sv. Benedikta z Nursie.

## Benediktova cesta
Úvodní analýza vývoje kultury Západu spojeného s křesťanstvím, zkoumá vlivy klíčových událostí posledních sedmi století, které vyústily do „vyprahlé pustiny atomizace, roztříštěnosti a bezvěrectví“. Pro současnou kulturu „Bůh sice není mrtev, ale leží na lůžku v hospici.“ Osvícenecká snaha „nahradit Boha rozumem zahalila Západ do doby temna.“ K překonání nadcházejících běd křesťanů v 21. století navrhuje Dreher využít způsobu života, který stanovil sv. Benedikt z Nursie již v 6. století ve své řeholi pro život benediktinů. Inspirující myšlenky ale nachází i u řady jiných autorů včetně našeho Václava Havla v jeho Moci bezmocných, Václava Bendy v jeho koncepci paralelní polis, ale i u současných mnichů v klášteře v Norcii.
V pozadí autorových úvah leží politické, právní a kulturní události současné Ameriky (Roeová vs. Wade, Bill C-16, prezidentská kampaň v USA), při nichž nahlížíme do světa velkého počtu amerických církví a jejich členů z různých generací, od katolíků, protestantů včetně konzervativních evangelikálů, pravoslavných až po téměř křesťanských mormonů, postupně ohrožovaných hnutím a politikou LGBT. Závěrečné kapitoly jsou zaměřeny ke dvěma silám, které strategie Benediktovy cesty zachraňující křesťanství a celý Západ nesmí pominout: „Nebude fungovat, dokud křesťané radikálně nezmění svůj pohled na dvě nejmocnější síly, které utvářejí a ovládají moderní život: na sex a techniku.“